# 雪印乳業

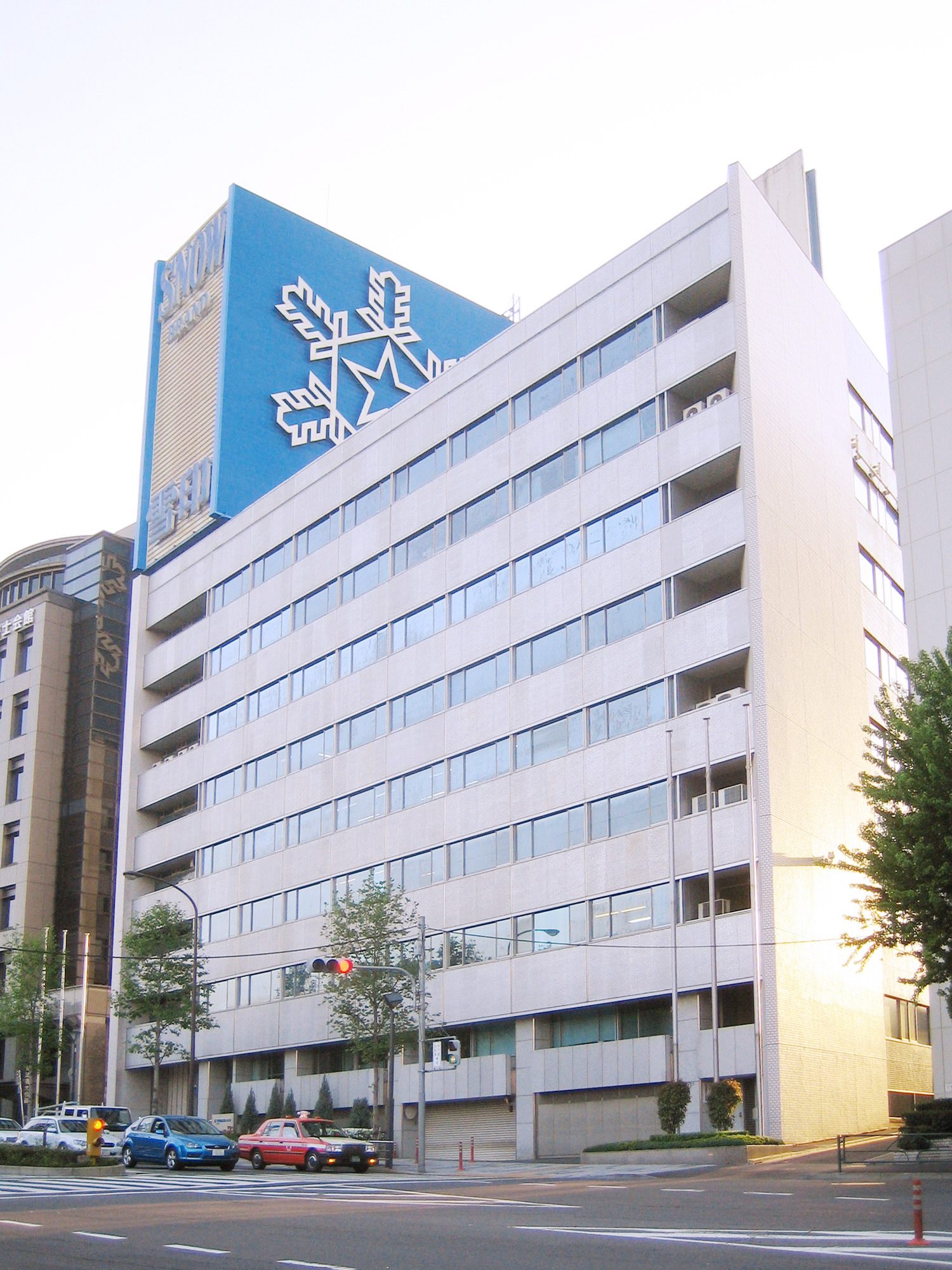
雪印乳業總部（另一角度）

雪印乳業株式會社（日语：／ Yukijirushi Nyūgyō）是日本過往一家以製販乳製品為中心的食品公司。2009年與日本牛奶社區整合後，組成雪印惠乳業株式會社。

## 概要
1925年創業。過去是以奶油、起士、牛奶為主力產品的日本最大乳製品公司，雪印集團為年營業額達1兆日圓的食品集團。在醜聞案爆發之後，乳食品事業以外的各部門分離成子公司，現在以製造奶油、起士、瑪琪琳為事業重心。現今該事業部門仍然保持日本最大的市場佔有率。
營業本部位於東京都新宿區本塩町13番地，公司登記地址為北海道札幌市東區苗穂町六丁目1番1號（用地內有雪印乳業史料館、日本牛奶社區札幌工場）。

## 沿革
- 1925年 - 設立有限責任北海道製酪販賣組合，開始生產製品。
- 1926年 - 改組為北海道製酪販賣組合連合會（酪連）。決定商標為「雪印」。
- 1928年 - 開始生產販售製品。
- 1933年 - 開始生產販售製品。
- 1939年 - 開始生產販售製品。
- 1941年 - 隨著企業統合，和其他同業結合。改組為北海道興農公社。
- 1947年 - 改組為北海道酪農協同株式會社。
- 1950年 - 由於抵觸《過度經濟力集中排除法（日语：過度経済力集中排除法）》，分割出雪印北海道（後來的）。設立雪印乳業。
- 1955年 - 爆發雪印八雲工場脫脂奶粉食物中毒事件（日语：雪印八雲工場脱脂粉乳食中毒事件）。
- 1958年 - 合併。[2]
- 1964年 - 台灣雪印成立。
- 2000年 - 大阪工場脫脂牛奶食物中毒事件（雪印集體食物中毒事件）
- 2001年以後 - 藉助其他公司支援開始分割公司事業。
  - 2001年 - 設立（AQLI Foods ）。
  - 2002年 - 設立Lotte（Lotte Ice）。
  - 2003年 - 日本牛奶社區（日语：日本ミルクコミュニティ）（Nippon Milk Community）開始營業。該公司使用「Megmilk」（／惠乳）做為品牌。
- 2002年 - 由於雪印食品偽造牛肉產地的問題（雪印偽造牛肉產地證明事件（日语：雪印牛肉偽装事件）），決定廢除、解散雪印食品。
- 2007年 - 醜聞案發生後首次的新品牌「雪印北海道100」發售。
- 2009年10月1日 - 和日本牛奶社區一同轉移股份，共同成立控股公司「雪印惠乳業」（Megmilk Snow Brand）整合經營。
- 2010年7月31日 - 隨著與桂格燕麥公司的業務合作契約完結，結束桂格燕麥片等桂格品牌產品的製造及販賣。
- 2011年4月1日 - 和日本牛奶社區一起由雪印惠乳業吸收合併。

## 醜聞案
2000年6月29日起，以近畿地方為主，發生雪印乳業的乳製品造成的集體食物中毒事件（雪印集體食物中毒事件）。食物中毒原因是由於北海道廣尾郡大樹町的大樹工場疏於清潔管理，導致在混合低脂奶粉及生乳的設備裡滋生金黃色葡萄球菌，並使得大阪工場的管理制度缺失與竄改品質管理資料的問題浮出檯面。

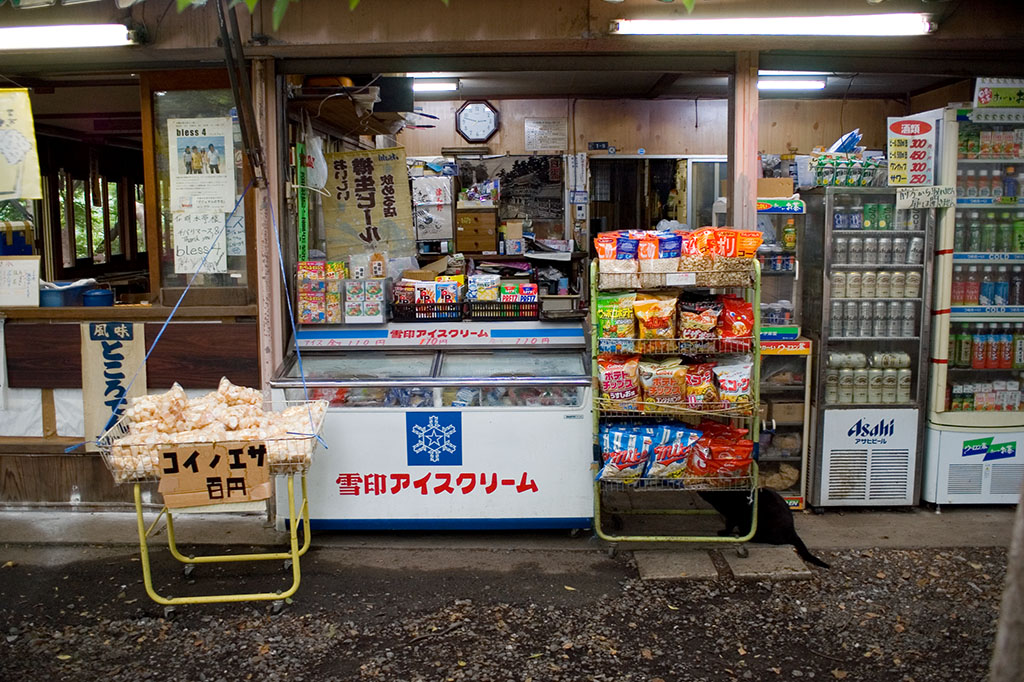
雪印的贊助冰箱

其後於2002年1月，製造火腿、香腸等肉製品的子公司雪印食品被揭發雪印偽造牛肉產地證明事件（將進口澳洲牛肉申報成日本產牛肉，詐領狂牛症對策用的政府補助經費）。
雪印企業集團面臨存亡危機，事業整體遭到強制重組。甚且，在雪印食品發生的問題不單只是1間食品廠商的醜聞，而是暴露出了日本農畜產業內部隱蔽實情的企業體質。
當時候選的支援企業日本國內外皆有，但在管轄機關農林水產省的意思之下選擇以日本國內企業為中心，主要由農協關係企業（主銀行的農林中央金庫以及全農）為主體支援重整經營。